# Nouvelle Théologie
Die Nouvelle Théologie (französischsprachige Übernahme des älteren Begriffs „Neue Theologie“) war eine Richtung innerhalb der französischen katholischen Theologie seit den 1930er-Jahren. Sie wollte vor dem Hintergrund der zeitgenössischen Philosophie und in kritischer Auseinandersetzung mit der Neuscholastik geschichtliches Denken und die biblisch-patristische Tradition stärker in die Theologie einbringen.

## Kritik und Rezeption
Zunächst wurde die Nouvelle Théologie durch das kirchliche Lehramt heftig kritisiert, weil in ihr Züge eines neuen Modernismus vermutet wurden, und es kam zu Auseinandersetzungen innerhalb der Orden (Dominikaner, Jesuiten) der jeweiligen Vertreter.